# Mikoyan-Gurevich MiG-31
O Mikoyan-Gurevich MiG-31 (designação NATO: Foxhound) é um caça de alta performance, capacitado para interceptar e destruir múltiplos alvos aéreos a altitudes entre os 50 e os 28 000 metros, em todas as condições atmosféricas de dia e de noite.

O desenvolvimento deste interceptor começou em 1970, baseado na célula do MIG-25 Foxbat, voou pela primeira vez em 16 de Setembro de 1975 e terão sido construídos desde 1979 505 exemplares nas suas várias versões.

Fez a sua apresentação mundial, quando apareceu em público pela primeira vez, no Salão Aeronáutico de Paris em Julho de 1991 participando tanto na exibição estática como na aérea.

## Origens do projecto e Desenvolvimento
A gênese do MIG-25 e do seu derivado MIG-31, têm origem num memorando secreto, que o então Presidente dos Estados Unidos, Dwight D. Eisenhower  assinou em Novembro de 1954  autorizando voos de reconhecimento a grande altitude, sobre o território da ex-União Soviética dirigidos pela CIA. Inicialmente executados por aeronaves de reconhecimento Lockheed U-2 mas interrompidos pelo abate da aeronave pilotada por Francis Gary Powers no dia 1 de Maio de 1960 por acção de um míssil terra-ar, e continuados com o uso de balões estratosféricos, até ao aparecimento do avião de reconhecimento estratégico de alta altitude e velocidade mach 3 Lockheed SR-71, que nem sequer necessitava de sobrevoar o território alvo para executar a missão, devido a elevada altitude a que operava e a sofisticação dos meios ao dispor.
Nasce assim o projecto de um caça interceptor de elevadas performances destinado a manter invioladas as fronteiras domésticas. Designado Ye-155, voa pela primeira em 6 de Março de 1964 na versão de reconhecimento Ye-155R-1, devido a problemas de desenvolvimento no armamento especifico da versão de intercepção Ye-155P-1, a qual só faz o primeiro voo seis meses depois a 9 de Setembro de 1964. Dez anos mais tarde as ameaças são originadas pela penetração a baixa altitude de bombardeiros e ou de mísseis de cruzeiro lançados por estes. O MIG-25 está longe de ser a resposta adequada, devido às suas severas limitações a baixa altitude, a solução veio novamente do gabinete de projectos aeronáuticos Mikoyan-Gurevich que apresentou o Ye-155MP embrião do MIG-31 o qual faz o seu voo inaugural a 16 de Setembro de 1975.
Uma das suas características mais marcantes e que o tornam um dos mais sofisticados caças em actividade é a capacidade de agir como um mini AWACS. Funcionando em conjunto com outros três Mig-31 cobrem sob a direcção do avião líder, 1 000 Km de espaço aéreo, ou o avião líder pode pode orientar outros caças mais vocacionados para o combate aéreo, como o MIG-29 ou o Sukhoi Su-27, fornecendo toda a informação necessária, substituindo com vantagem o controle aéreo terrestre.

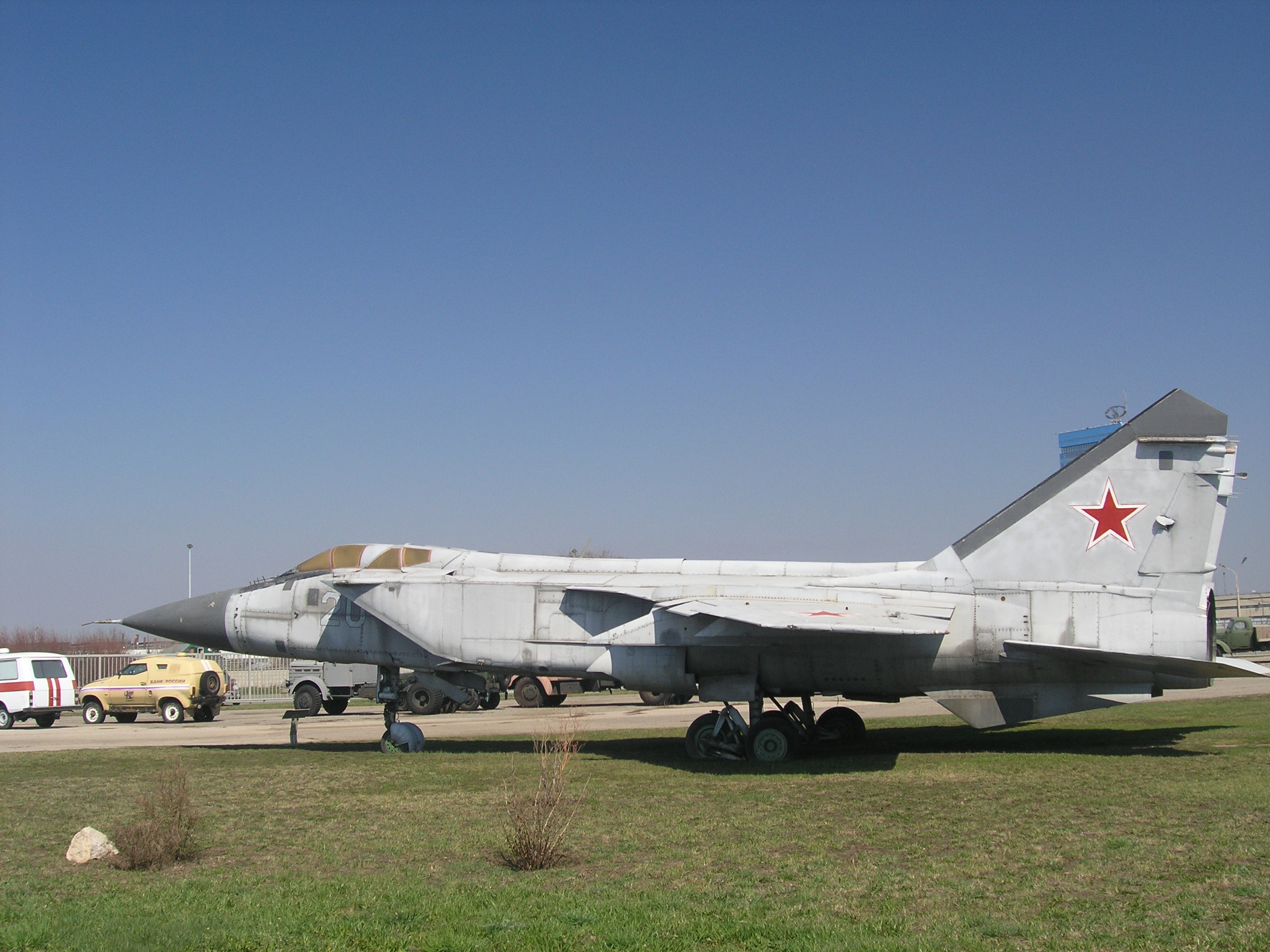
Mig-31 em exposição estática no museu técnico de Moscovo, Russia

### Cronologia
- 24 de Maio de 1968 - Directiva governamental dando início aos estudos preliminares para a substituição do MIG-25.

- 1972 - Início do projecto detalhado do MiG-31

- 16 de Setembro de 1975 - Primeiro voo do protótipo Ye-155MP.

- Setembro de 1975 - É revelado ao Ocidente a existência de um "MIG-25" avançado, pelo Tenente Viktor Ivanovich Belenko que desertou com um MiG-25 de Vladivostok para Hokkaido, no Japão, referindo-se ao protótipo do futuro Mig-31 que ele designou "super Foxbat".

- Dezembro de 1976 - Construído o primeiro MiG-31 de pré-produção.

- 15 de Fevereiro de 1978 - O radar Zaslan que equipará o MIG-31 mostrou as suas qualidades ao rastrear simultaneamente 10 alvos voando a 5,000 metros de altitude.

- 6 de Maio de 1981 - Foi oficialmente declarado operacional ao serviço da Força Aérea Soviética.

- 21 de Dezembro de 1985 - Primeiro voo do MIG-31M Foxhound B.

- 1986 - Primeiro voo do MIG-31D.

- 1990 - O MiG-31B substitui o MiG-31 na linha de produção.

- Outubro de 1993 -Primeiro lançamento com sucesso do míssil R-37 por um MIG-31M Foxhound B.

- Abril de 1994 - Sai da linha de produção o último exemplar.

## Projecto
- Fuselagem - Estruturalmente a fuselagem é bastante semelhante à do MiG-25, em alumínio e ligas capazes de suportar temperaturas de 150 °C, as áreas sujeitas às mais altas cargas térmicas são feitas de aço inoxidável e titânio. O Aço inoxidável representa 49% da estrutura, titânio 16% e alumínio 33%, os restantes 2% é composto por materiais compósitos, incluindo a redoma.[6]

- Cockpit - Com uma configuração de dois lugares em habitáculos separados, o da frente destinado ao piloto e o posterior destinado ao operador de armas e radar, pressurizados e equipados com ar-condicionado. Os controles de voo são os tradicionais manche e pedais accionados por cabos com auxílio de um sistema hidráulico. Ambos os tripulantes usam uma cadeira de ejecção zero-zero[nota 3] modelo Km-1, a instrumentação é essencialmente analógica e convencional.[6]

- Asas - Relativamente fina e trapezoidal, com uma envergadura de 13.45 m e uma área total incluindo a secção central de 61.6 m2. São unidas à fuselagem em seis pontos rígidos principais, possuem três longarinas  e três mastros feitos de aço de alta resistência entre os quais existem dois tanques de combustível integrais, são ainda revestidas   também de aço de alta resistência e titânio nos bordos de ataque. Na parte inferior estão localizados dois suportes para fixação de cargas externas, o interior têm a dupla função depósitos de combustível/armamento e o exterior apenas admite mísseis de curto alcance.

- Trem de aterragem - Hidráulico tipo triciclo retráctil. A unidade do nariz com duas rodas KT-176 (tamanho 660 x 200 mm) e guarda-lamas que recolhe no sentido posterior. As unidades principais, não convencionais possuem duas rodas opostas e desfasadas, KT-175 (tamanho 950 x 300 mm). que recolhem girando em torno do pé ficando na posição horizontal quando alojadas na fuselagem. Todas as rodas possuem freios accionados por ar comprimido.

- Depósitos de combustível - O combustível é transportado em sete depósito integrais na fuselagem, mais quatro nas asas e mais dois nos estabilizadores horizontais da estrutura, junto às células dos motores. A capacidade máxima interna é de 18,5 mil litros, mas  normalmente a aeronave transporta internamente apenas 13.700 litros de combustível. Dois depósitos externos de 2,5 mil litros cada podem se necessário ser transportados sob as asas, elevando a capacidade máxima total para 23,5 mil litros.[7]

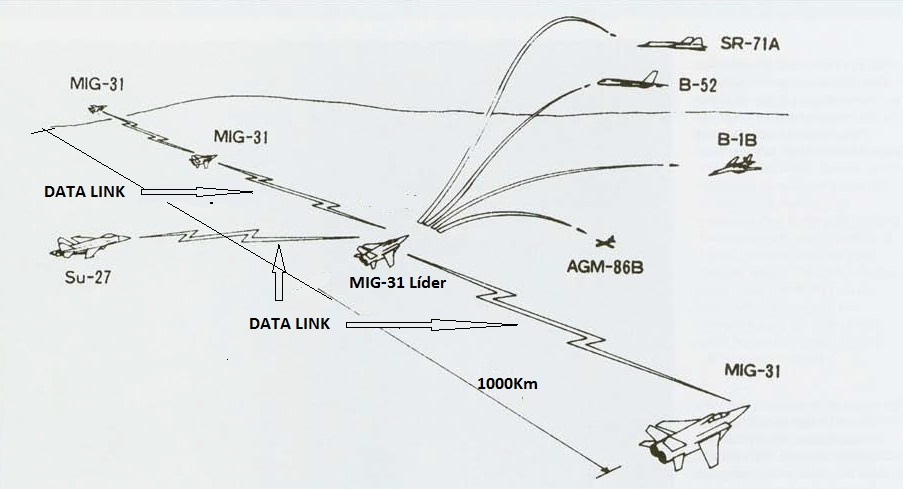
Diagrama demonstrativo do funcionamento do Mig-31 em modo de controlo aéreo

- Aviónicos - Equipado com o primeiro radar de fase a ser utilizado por um caça o RP-31 (zaslon), é capaz de rastrear dez alvos, e disparar contra quatro simultaneamente, com um alcance de busca em modo normal até 180 Km, possui uma abertura horizontal de 140º (240º em alguns modos de busca) e uma abertura vertical de +70º e -60º, o que lhe confere capacidade de disparo para baixo. O conjunto de aviónicos inclui ainda, controlo de voo automático SAU-155M, computador central Argon-K, rádio UHF e HF, sistema de alerta passivo, interrogador IFF, gravador de vozes no cockpit, rádio-bússola, data link BAN-75 que permite a troca de dados em modo seguro com outros aviões num raio de 200 Km, transmitindo os dados da situação táctica obtidos pelos seus sensores, possui ainda uma grande resistência a contra medidas electrónicas.[8]

## Produção

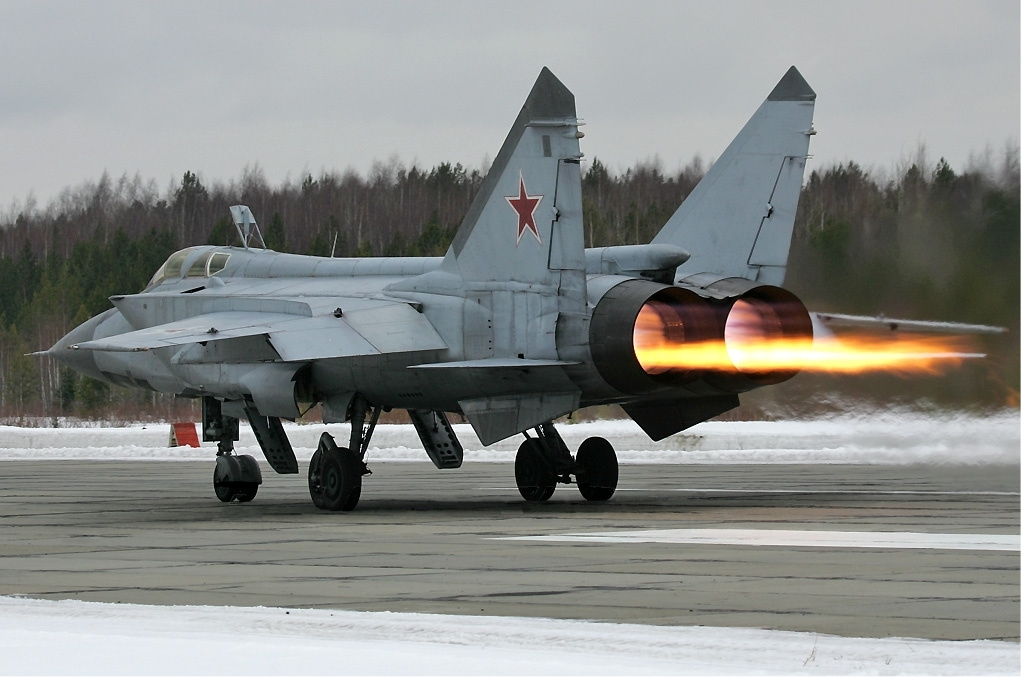
Um Mig-31 russo decolando.

|          | Quantidade | Data      |
| -------- | ---------- | --------- |
| Ye-155MP | 2          | 1972-1976 |
| MiG-31   | 280        | 1977-1989 |
| MiG-31DZ | 45         | 1990-1991 |
| MiG-31B  | 162+       | 1990-1994 |
| MiG-31E  | 1+         | 19??      |
| MiG-31M  | 7          | 1985-1995 |
| MiG-31D  | 2          | 1987      |
| MiG-31FE | 1          | 19??      |

## Operadores
- Cazaquistão
- Rússia

## Variantes

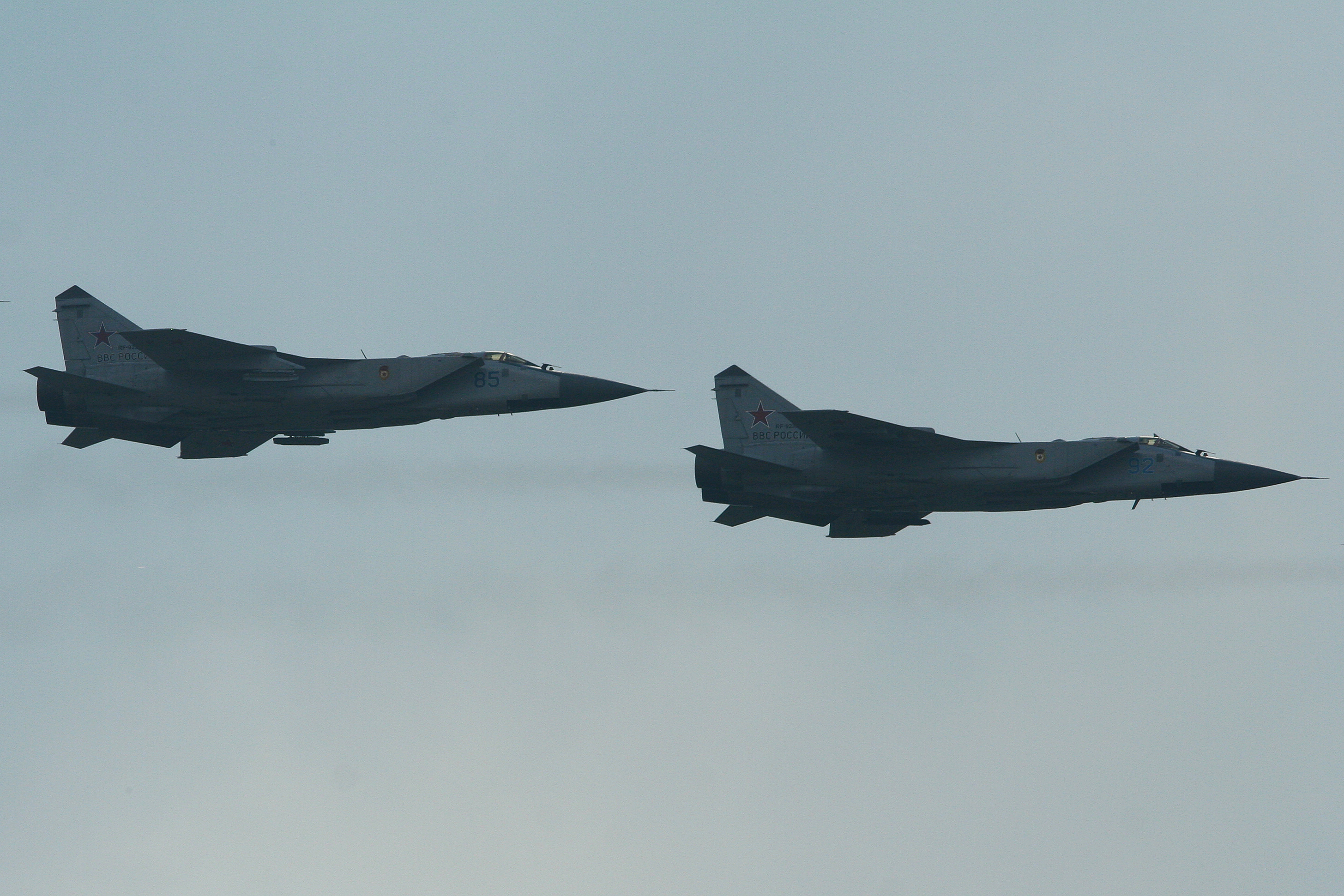
MiG-31s russos.

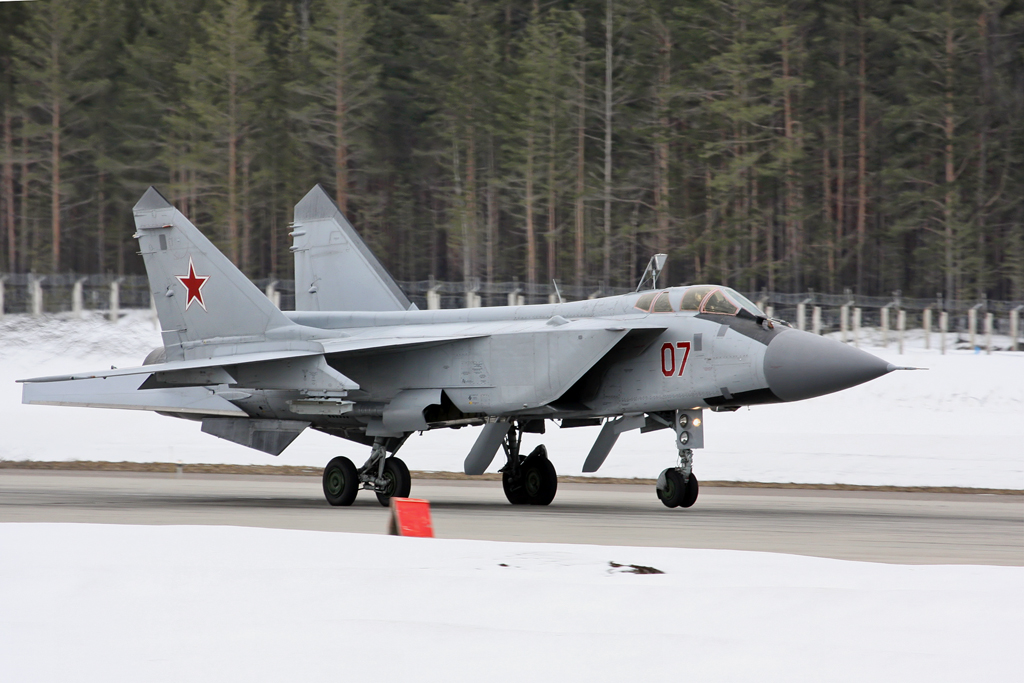
Um Mig-31 na base aérea de Khotilovo, em Tver.

- Ye-155MP

Protótipo baseado no avião de teste (MiG-25MP Izdelye 83) Ye-155M.
- MiG-31 (Izdelye 01)

Primeira versão de produção final.
- MiG-31В (Izdelye 01B)

Primeira actualização efectuada a partir do final de 1990, devido a uma importante e detalhada fuga de informação sobre o armamento e os Aviónicos. Esta actualização incidiu essencialmente sobre o radar, as contra medidas electrónica e contra-contra medidas electrónicas, um novo processador digital mais rápido e com mais memória. Segundo os especialistas Russos o potencial de combate foi aumentado em 30%.
- MiG-31BS (Izdelye 01BS)

Designação dada a cerca de 320 MiG-31В (Izdelye 01B), que sofreram uma segunda actualização.
- MiG-31 (Izdelye OlDZ)

Versão equipada com sonda de reabastecimento, eliminando assim um dos pontos fracos, a inadequada capacidade de escoltar aeronaves em patrulha marítima ou bombardeiros por falta de endurance. Quarenta e cinco foram construídos de raiz, a maioria das unidades operacionais foi contemplada com esta actualização.
- MiG-31M Foxhound B (Izdelye 05)

Versão muito modificada, para intercepção de longo alcance equipada de mísseis ar-ar. As suas especificações são classificadas e pouco se sabe sobre ele. Desenvolvido a partir de 1983, com especial ênfase no radar, que com um diâmetro maior  e outros melhoramentos é agora capaz de controlar mais alvos simultaneamente e de dirigir o míssil R-37  até (no limite do alcance do míssil e do radar) 300 Km. Sete protótipos foram construídos, o primeiro dos quais voou pela primeira vez a 21 de Dezembro de 1985. Nenhum foi encomendado (até 2005) devido a problemas de financiamento, se alguma vez adquirir capacidade operacional, capacitará a Força Aérea Russa para lidar com ameaças de alta tecnologia como os aviões furtivos. Com um potencial várias vezes superior ao modelo anterior, um punhado deles permitirá uma defesa eficiente do imenso espaço aéreo Russo.
- MiG-31D (Izdelye 07)

Versão experimental, duas células reconstruídas em 1987 com os indicativos blue 071 e blue 072. O sistema e as próprias armas foram retirados, foi adicionado um suporte ventral destinado a um único míssil de grandes dimensões. Apesar de intensivos testes realizados principalmente pelo blue 072 o projecto foi abandonado no início de 1990, ainda antes mesmo do míssil planeado ter adquirido capacidade operacional.
- MiG-31E

Versão de exportação do MIG-31B, com radar contra medidas electrónicas e outros Aviónicos simplificados, os mísseis R-33 são também eles uma versão simplificada. Não têm encomendas. Construído um protótipo (903 branco) em 1997 para realização de ensaios no centro de testes Valeriy P Chkalov in Akhtubinsk.
- MiG-31F

Versão projectada para um caça bombardeiro táctico, desvendada pela primeira vez no Salão Aeronáutico de Paris em 1995, nunca construído. Capaz de usar a quase totalidade da panóplia de armamento táctico Russo, mantém as mesmas características da versão de intercepção, com excepção do peso máximo admitido à descolagem o qual foi aumentado para 50 toneladas.
- MiG-31FE

Versão de exportação da versão de caça bombardeiro, planeada para comportar Aviónicos e armamento Ocidental, segundo as preferências do cliente, também nunca construído.

## Utilizadores

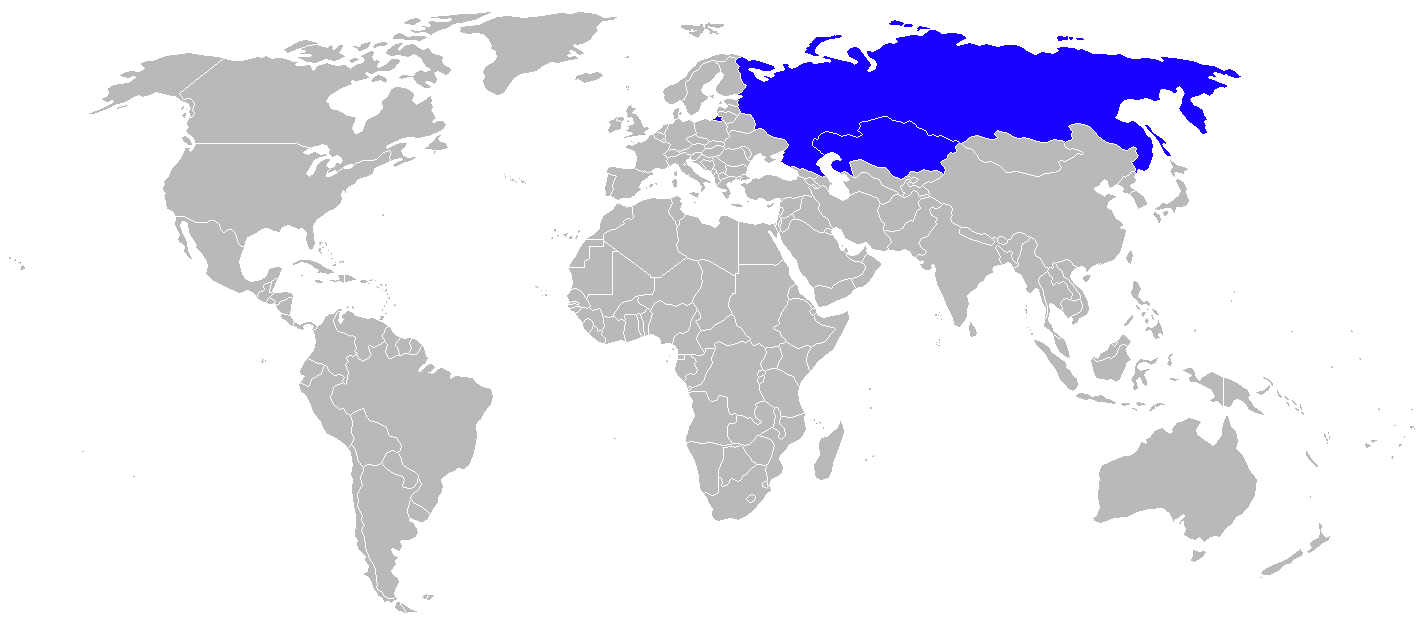
Utilizadores do MIG-31

No final de Maio de 1992 a Rússia e a República Popular da China acordaram no fornecimento de 24 MIG-31 com capacidade de reabastecimento aéreo, e na sua produção sob licença pela Shenyang Aircraft Industry ao ritmo de quatro exemplares mensais até finais do ano 2000. No entanto todo o negócio foi posto em causa pela parte Chinesa, que preferiu outros modelos da aviação Russa.
A Síria colocou uma encomenda de oito unidades versão de exportação, mas os mesmos nunca foram entregues, devido a pressões de Israel e ou por falta de fundos para pagar a factura.
- Cazaquistão

Em Dezembro de 2010, estavam operacionais 30 aeronaves.
- Rússia

Em Dezembro de 2010, estavam em condições de voo 147 exemplares de todas as versões.

## Comparativo MIG-31 Foxhound vs F-14 Tomcat
Segundo fontes Russas fidedignas o potencial de combate
do F-14 Tomcat e das suas armas é equivalente a 60 a 70% do potencial do MIG_31. Os restantes aviões de produção Ocidental como o F-15, F-16, F/A-18, Mirage 2000 e Panavia Tornado F-3, ainda segundo os especialistas Russos, são inapropriados para comparar com o MIG-31 em combate (BVR) para além do alcance visual. Embora o MIG-31 não tenha sido desenvolvido para defrontar o F-14 Tomcat, são ambos projectos da mesma época e possuem características que os tornam únicos. Ambos são tripulados por um piloto e um operador de radar/armas, ambos foram pensados e desenvolvidos segundo o mesmo conceito, a intercepção de alvos a muito longa distância.
|                                            | MIG-31 Foxhound    | F-14 Tomcat         |
| ------------------------------------------ | ------------------ | ------------------- |
| Propulsão                                  | 2x Soloviev D-30F6 | 2x P&W TF30-P-412A  |
| Potência normal                            | 9 500 Kgf          | 5 600 Kgf           |
| Potência c/ pós combustão                  | 15 500 Kgf         | 9 480 Kgf           |
| Combustível interno                        | 15 500 Kg          | 7 460 Kg            |
| Máximo peso bruto à descolagem             | 43 000 Kg          | 33 000 Kg           |
| Relação peso potência                      | 0,76               | 0,72                |
| Velocidade máxima ao nível do mar          | 1 450 Km/h         | 1 450 Km/h          |
| Velocidade máxima em altitude              | 3 030 Km/h         | 2 350 Km/h          |
| Velocidade mínima (antes de cair)          | 450 Km/h           | 400 Km/h            |
| Tecto de serviço                           | 20 600 m           | 18 500 m            |
| Limite da força de gravidade               | 5 G's              | 7,5 G's             |
| Alcance de intercepção c/ pós combustão    | 720 Km             | 250 Km              |
| Alcance de intercepção c/ potência militar | 1 250 Km           | 800 Km              |
| Sistema de controlo de armas               | RP-31 (zaslon)     | AN/AWG-9            |
| Antena de radar                            | Phased Array       | Doppler, Banda X    |
| Alvos controlados ao mesmo tempo           | 10                 | 24                  |
| Alvos atacados ao mesmo tempo              | 4                  | 6                   |
| Alcance de detecção modo normal            | 120-130 Km         | 130-140 Km          |
| 'Alcance de detecção modo perseguição      | 45-60 Km           | 60 Km               |
| Sistema de alerta radar                    | Beryoza-ML         | AN/ALR-45           |
| Dispensadores Chaff/flare                  | APP-50             | AN/ALE-39           |
| Interferidor (Jammer) activo               | L-005 Sorbsiya     | AN/ALQ-126          |
| Mísseis de longo alcance                   | 4x R-33            | 6x AIM-54 Phoenix   |
| Mísseis de médio alcance                   | 2x R-40TD          | 6x AIM-7F Sparrow   |
| Mísseis de curto alcance                   | 4x R-60M           | 2x AIM-9 Sidewinder |
| Canhão                                     | GSh-6-23           | Vulcan M-61A1       |
| Bombas                                     | - -                | 14x Mk-82           |

## Especificações
Compilação de dados referentes aos modelos MIG-31B e MIG-31BS Foxhound A (Izdeliye 01/01DZ).
- Tripulação - 2 (piloto e operador de radar/armamento)

- Performance
  - Velocidade máxima ao nível do mar - 1 5 mil km/h
  - Velocidade máxima acima de 17 000 m - 3 030 km/h
  - Velocidade de cruzeiro supersónica - 2,5 mil km/h
  - Velocidade de cruzeiro subsónica - 900 km/h
  - Velocidade máxima, (número mach) - mach 2.85
  - Velocidade de aterragem (a 26 000 Kg) - 280-285 km/h
  - Tecto de serviço c/ 4x R-33 e 2 600 Kg de combustível - 20 600 m
  - Alcance máximo c/ 4x R-33 a mach 2.35 - 1 400 km
  - Alcance máx. veloc. sub sónica e 2x depósitos externos - 2 850-3 000 km
  - Alcance máx. veloc. sub sónica sem depósitos externos - 2 150-2 400 km
  - Alcance de travessia (ferry range) - 3,300 km
  - Alcance de intercepção, velocidade supersónica - 720 Km
  - Alcance de intercepção velocidade sub sónica - 1,20 mil km
  - Alcance de intercepção veloc. sub sónica 2x depósitos externos - 1,4 mil km
  - O mesmo que o anterior com um reabastecimento aéreo - 2 mil 0 km
  - Resistência sem reabastecimento aéreo - 2 a 6 horas
  - Resistência com reabastecimento(s) aéreo(s) - 6 a 7 horas
  - Limite de força G c/ menos de 6 mil Kg de combustível - 5 G's
  - Como o anterior à velocidade entre mach 0.8-1.5 - 4,5 G's
  - Como o anterior mas com depósitos externos - 2,5 G's
  - Corrida p/ descolar c/ 37 mil Kg de peso bruto - 950 m
  - Corrida de aterragem c/ 26,6 mil Kg de peso bruto e 2x para-quedas de travagem accionados - 800-900 m
  - Tempo máximo de voo permitido a mach 2.35 com 4x R-60 - ≤ 2 minutos
  - Tempo máximo de voo permitido a mach 2.2 com 4x R-60 - ≤ 8 minutos
  - Tempo máximo de voo permitido a mach 0.9 com 4x R-60 - ≤ 60 minutos
  - Ângulo máximo de mergulho - 45º

- Dimensões

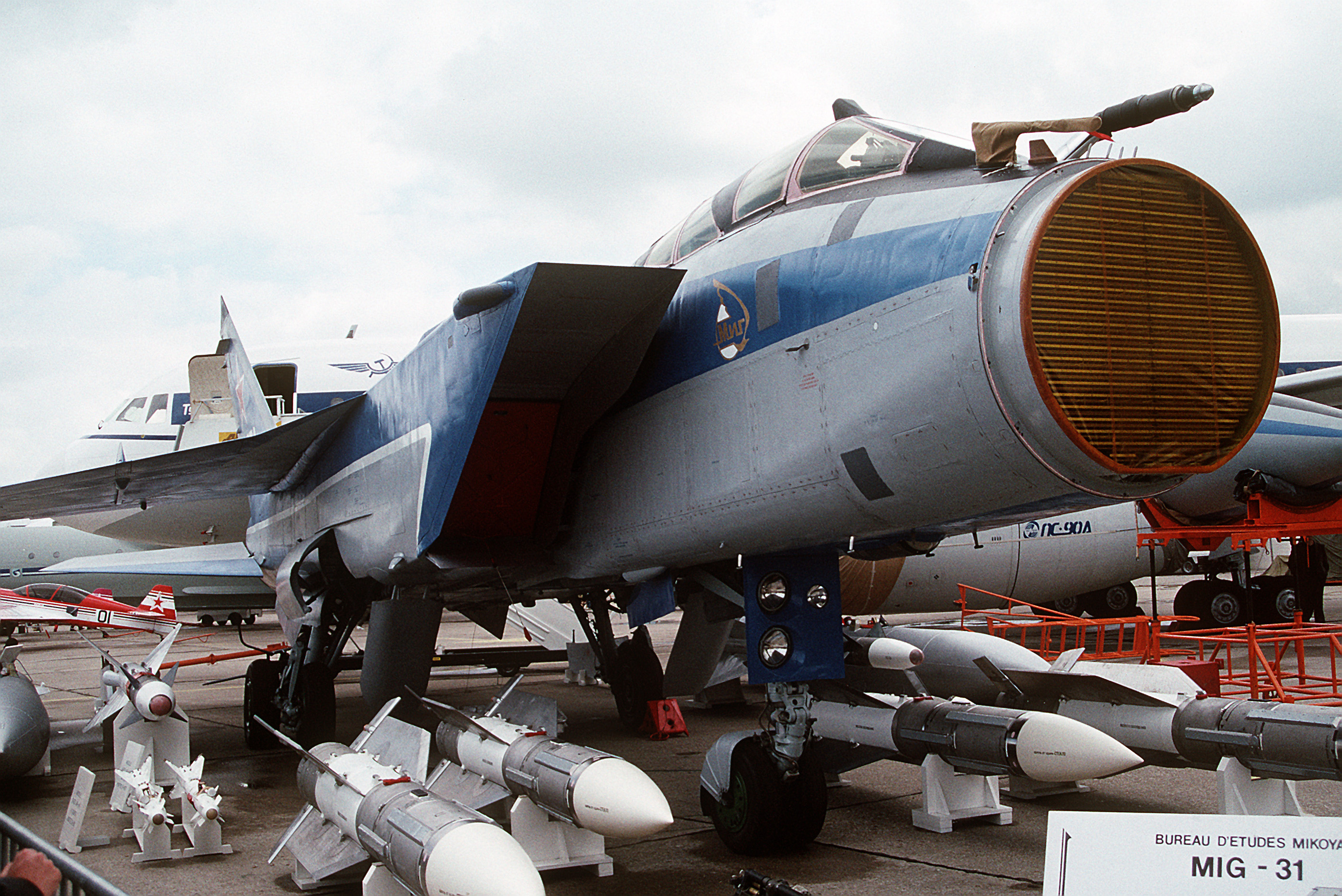
Mig-31 no salão aeronáutico de Paris exibindo uma das antenas de radar, bem como parte da panóplia de armamento que pode utilizar

  - Comprimento (incluindo a sonda no nariz) - 22,67 m
  - Envergadura - 13,45 m
  - Altura no solo - 5,15 m
  - Área das asas incluindo a secção central - 61,6 m2
  - Área das asas excluindo a secção central - 41 m2

- Pesos e capacidade de combustível
  - Peso vazio - 21 890 Kg
  - Peso à descolagem com o máx. de combustível sem carga externa - 36 700 Kg
  - Peso à descolagem com o máx. de combustível c/ 4x R-33 - 41 000 Kg
  - Peso bruto máximo à descolagem - 46 200 Kg

### Motores
- 2 × Soloviev D-30F6 com Pós-combustores
- Impulso com Pós-combustão accionada - 152 kn
- Impulso sem Pós-combustão - 93 kn

### Armamento
- Mísseis ar-ar de longo alcance - 4x R-33 (designação NATO: AA-9 Amos)
- Mísseis ar-ar de médio alcance - 2x R-40TD (designação NATO: AA-6 Acrid) ou
- Mísseis ar-ar de médio alcance - 4× R-77 (AA-12 'Adder')
- Mísseis ar-ar de curto alcance - 4x R-60M (designação NATO: AA-8 Aphid) ou
- Mísseis ar-ar de curto alcance - 4× R-73 (AA-11 Archer)
- Mísseis ar-terra de longo alcance - 1x Kh-47M2 Kinzhal
- canhão - 1x GSh-6-23 (23 mm)